# Zofia Jarkowska-Krauze
Zofia Jarkowska-Krauze ps. „Zosia” (ur. 5 września 1922 w Warszawie, zm. 23 września 1944 tamże) – sanitariuszka, uczestniczka powstania warszawskiego w 2. kompanii „Rudy” batalionu „Zośka” Zgrupowania „Radosław” Armii Krajowej.

## Życiorys
Córka Stefana i Haliny. W 1942 ukończyła Warszawską Szkołę Pielęgniarstwa oraz kurs położnych. Podczas okupacji niemieckiej nie była zaangażowana w działalność konspiracyjną; dopiero w pierwszych dniach walk powstańczych przyłączyła się do oddziału batalionu „Zośka”. 5 września 1944, w piwnicy kamienicy przy ul. Hożej, poślubiła Wiktora Szelińskiego (ps. „Andrzej Pol”) z kompanii „Giewonta”.
Zginęła 18 dni później, 23 września 1944, zraniona odłamkiem przy ul. Zagórnej na Czerniakowie. Jej symboliczna mogiła znajduje się na Powązkach Wojskowych w Warszawie.

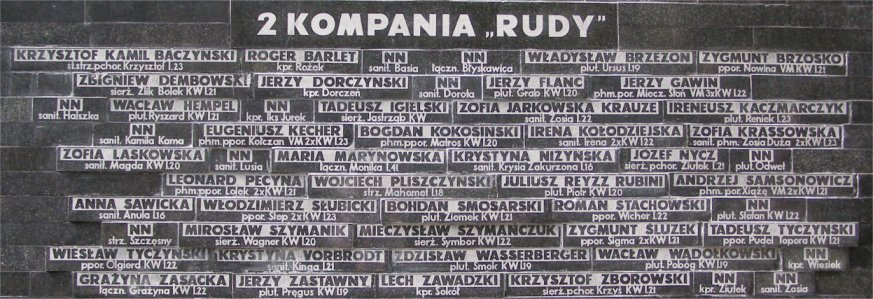
Na Powązkach Wojskowych. Nazwisko Zofii znajduje się w 3. rzędzie